# Bleptina baracoana
Bleptina baracoana är en fjärilsart som beskrevs av William Schaus 1916. Bleptina baracoana ingår i släktet Bleptina och familjen nattflyn. Inga underarter finns listade i Catalogue of Life.